# Jacob Chesari
Jacob Chesari Kirui (6 aprile 1984) è un maratoneta e mezzofondista keniota.

## Biografia
Nel 2011 si è piazzato in sesta posizione nei 5000 m ai Giochi Panafricani.

## Palmarès
| Anno | Manifestazione     | Sede   | Evento | Risultato | Prestazione | Note |
| ---- | ------------------ | ------ | ------ | --------- | ----------- | ---- |
| 2011 | Giochi Panafricani | Maputo | 5000 m | 6º        | 13'44"18    |      |

## Campionati nazionali
2010
- 5º ai campionati kenioti, 10000 m piani - 27'32"43

2011
- 5º ai campionati kenioti, 5000 m piani - 13'26"89

2018
- 8º ai campionati kenioti, 5000 m piani - 14'04"92

## Altre competizioni internazionali
2009
- Oro al Meeting international Mohammed VI d'athlétisme de Rabat ( Rabat), 5000 m piani - 13'05"62
- 11º all'ISTAF Berlin ( Berlino), 5000 m piani - 13'09"91

2010
- 14º al Weltklasse Zürich ( Zurigo), 5000 m piani - 13'15"93
- 6º all'ISTAF Berlin ( Berlino), 3000 m piani - 7'34"71

2011
- 4º all'Athletissima ( Losanna), 5000 m piani - 13'03"73
- Oro al Meeting international Mohammed VI d'athlétisme de Rabat ( Rabat), 5000 m piani - 13'10"55

2012
- 11º alla Mezza maratona di Valencia ( Valencia) - 1h04'39"
- 9º al Memorial Van Damme ( Bruxelles), 10000 m piani - 27'19"70
- Argento al Meeting international Mohammed VI d'athlétisme de Rabat ( Rabat), 5000 m piani - 13'02"94
- 14º allo Shanghai Golden Grand Prix ( Shanghai), 5000 m piani - 13'29"28

2013
- 4º alla Maratona di Francoforte ( Francoforte sul Meno) - 2h07'46"
- Argento alla Maratona di Mumbai ( Mumbai) - 2h09'43"
- 12º alla Maratona di Amburgo ( Amburgo) - 2h17'03"

2014
- 11º alla Maratona di Francoforte ( Francoforte sul Meno) - 2h11'03"

2016
- 5º alla Maratona di Mumbai ( Mumbai) - 2h11'59"

2017
- Argento alla Maratona di Barcellona ( Barcellona) - 2h09'24"
- 4º alla Maratona di Mumbai ( Mumbai) - 2h11'36"
- 4º alla Maratona di Lisbona ( Lisbona) - 2h19'51"

2018
- 6º alla Maratona di Riga ( Riga) - 2h15'58"
- Bronzo alla Maratona di Suzhou ( Suzhou) - 2h17'04"
- 12º alla Maratona di Shenzhen ( Shenzhen) - 2h25'40"

2019
- Argento alla Maratona di Bucarest ( Bucarest) - 2h17'25"
- 6º alla Maratona del Gabon ( Libreville) - 2h29'23"
- 4º alla Mezza maratona di Berlino ( Berlino) - 1h01'20"

2022
- 5º alla Maratona di Roma ( Roma) - 2h08'40"